# Тайгинський Ліспромхоз
Та́йгинський Ліспромхо́з (рос. Тайгинский Леспромхоз) — селище у складі Гур'євського округу Кемеровської області, Росія.
Стара назва — Золота Тайга 2-а.

## Населення
Населення — 176 осіб (2010; 254 у 2002).
Національний склад (станом на 2002 рік):
- росіяни — 95 %